# ستيفن بات
ستيفن بات (بالإنجليزية: Stephen Pate)‏ مواليد 25 يناير 1964، هو دراج أسترالي سابق.

## الميداليات
| الميدالية | المسابقة                               |
| --------- | -------------------------------------- |
| فضية      | بطولة العالم للدراجات على المضمار 1996 |

## روابط خارجية
- ستيفن بات على موقع أرشيف الدراجات (الإنجليزية)
- ستيفن بات على موقع إحصائيات الدراجات الإحترافية (الإنجليزية)
- ستيفن بات على موقع اتحاد ألعاب الكومنولث (مؤرشف) (الإنجليزية)